# Albrecht Fröhlich
Albrecht Fröhlich FRS (Munique, 22 de maio de 1916 — Cambridge, 8 de novembro de 2001) foi um matemático britânico.
Conhecido por seus resultados e conjecturas sobre a teoria do módulo de Galois na estrutura de Galois do anel de inteiros.
Nasceu em Munique, em uma família judia. Fugiu da Alemanha para a França, escapando do nazismo, seguindo depois para a Palestina. Foi estudar então na Universidade de Bristol em 1945, obtendo o Ph.D. em 1951, com a tese On Some Topics in the Theory of Representation of Groups and Individual Class Field Theory, orientado por Hans Heilbronn.
Foi Lecturer na Universidade de Leicester e depois na Universidade de Keele, em 1962 foi reader no King's College de Londres, até 1981, estabelecendo-se então no Robinson College de Cambridge.
Foi eleito Membro da Royal Society em 1976, ano em que recebeu o Prêmio Berwick Sênior da London Mathematical Society (LMS), sendo laureado em 1992 com a Medalha De Morgan. Em sua homenagem a LMS concede o Prêmio Fröhlich.
Irmão de Herbert Fröhlich.